# Discografia de Ive
A discografia de Ive, um girl group sul-coreano, consiste em um álbum de estúdio, um extended play, três single álbuns, seis singles e um single promocional. O grupo estreou em 1 de dezembro de 2021, com o single álbum Eleven, que alcançou a posição número um no Circle Album Chart e foi certificado como Platina pela Korea Music Copyright Association (KMCA). Seu single principal de mesmo nome alcançou a posição número dois no Circle Digital Chart, bem como na Billboard K-pop Hot 100, e foi certificado como Platina por atingir 100.000.000 de streams na Coreia do Sul.
Ive lançou seu segundo single álbum Love Dive em 5 de abril de 2022, que estreou no topo do Circle Album Chart e foi certificado 3× Platina. Seu single principal de mesmo nome liderou o Circle Digital Chart por 4 semanas e foi classificado como o single de melhor desempenho do ano na Coreia do Sul. Foi também o primeiro single de Ive a alcançar o top dez da Billboard Global Excl. US. O terceiro single álbum do grupo After Like, lançado em 22 de agosto, foi seu terceiro álbum número um no Circle Album Chart e seu primeiro álbum a ser certificado como Milhão, ultrapassando mais de 1,7 milhão de cópias vendidas. Seu single principal de mesmo nome alcançou o primeiro lugar no Circle Digital Chart e foi certificado como Platina, assim como "Love Dive". 
Em 10 de abril de 2023, o primeiro álbum de estúdio de Ive, I've Ive, foi lançado com sucesso comercial, tornando-se seu quarto álbum número um no Circle Album Chart. Também foi certificado como um milhão pela Korea Music Copyright Association e vendeu mais de 1,5 milhão de cópias. Foi apoiado pelos singles "Kitsch" e "I Am", que se tornaram o terceiro e quarto líderes das paradas, respectivamente, no Circle Digital Chart. Em 31 de maio, Ive lançou seu primeiro EP japonês Wave, que estreou como número um no Oricon Albums Chart e foi certificado como Ouro pela Associação da Indústria de Gravação do Japão (RIAJ).

## Álbuns de estúdio
| Título   | Detalhes | Melhores posições nas paradas | Melhores posições nas paradas | Melhores posições nas paradas | Melhores posições nas paradas | Vendas                   | Certificações |
| Título   | Detalhes | COR                           | JAP                           | JAP Hot                       | EUA World                     | Vendas                   | Certificações |
| -------- | --- | ----------------------------- | ----------------------------- | ----------------------------- | ----------------------------- | ------------------------ | ------------- |
| I've Ive | - Lançamento: 10 de abril de 2023 - Gravadora: Starship Entertainment, Columbia - Formatos: CD, download digital, streaming | 1                             | 5                             | 10                            | 7                             | - : 1,578,495 - : 33,086 | - : Milhão    |

## Extended plays
| Título    | Detalhes | Melhores posições nas paradas | Melhores posições nas paradas | Vendas      | Certificações   |
| Título    | Detalhes | JAP                           | JAP Hot                       | Vendas      | Certificações   |
| --------- | --- | ----------------------------- | ----------------------------- | ----------- | --------------- |
| Wave      | - Lançamento: 31 de maio de 2023 - Gravadora: Ariola Japan - Formatos: CD, download digital, streaming Lista de faixas 1. "Wave" 2. "Classic" 3. "After Like" (versão japonesa) 4. "Love Dive" (versão japonesa) 5. "Take It" (versão japonesa) | 1                             | 1                             | - : 131,654 | - : Ouro (fís.) |
| I've Mine | - Lançamento: 13 de outubro de 2023 - Gravadora: Starship Entertainment, Columbia - Formatos: CD, download digital, streaming |                               |                               |             |                 |

## Singleálbuns
| Título     | Detalhes | Melhores posições nas paradas | Vendas        | Certificações  |
| Título     | Detalhes | COR                           | Vendas        | Certificações  |
| ---------- | --- | ----------------------------- | ------------- | -------------- |
| Eleven     | - Lançamento: 1 de dezembro de 2021 - Gravadora: Starship Entertainment - Formatos: CD, download, streaming        | 1                             | - : 483,929   | - : Platina    |
| Love Dive  | - Lançamento: 5 de abril de 2022 - Gravadora: Starship Entertainment - Formatos: CD, download digital, streaming   | 1                             | - : 921,844   | - : 3× Platina |
| After Like | - Lançamento: 22 de agosto de 2022 - Gravadora: Starship Entertainment - Formatos: CD, download digital, streaming | 1                             | - : 1,700,633 | - : Milhão     |

## Singles
| Título | Ano     | Melhores posições nas paradas | Melhores posições nas paradas | Melhores posições nas paradas | Melhores posições nas paradas | Melhores posições nas paradas | Melhores posições nas paradas | Melhores posições nas paradas | Melhores posições nas paradas | Melhores posições nas paradas | Melhores posições nas paradas | Vendas                     | Certificações                     | Álbum      |
| Título | Ano     | COR                           | COR Songs                     | AUS                           | CAN                           | JAP Hot                       | JAP Cmb.                      | NZ Hot                        | SGP                           | EUA World                     | WW                            | Vendas                     | Certificações                     | Álbum      |
| Coreano | Coreano | Coreano                       | Coreano                       | Coreano                       | Coreano                       | Coreano                       | Coreano                       | Coreano                       | Coreano                       | Coreano                       | Coreano                       | Coreano                    | Coreano                           | Coreano    |
| --- | ------- | ----------------------------- | ----------------------------- | ----------------------------- | ----------------------------- | ----------------------------- | ----------------------------- | ----------------------------- | ----------------------------- | ----------------------------- | ----------------------------- | -------------------------- | --------------------------------- | ---------- |
| "Eleven" | 2021    | 2                             | 2                             | —                             | —                             | 9                             | 4                             | 20                            | 7                             | 9                             | 68                            | - : 103,199 (fís.)         | - : Platina (st.) - : Ouro (fís.) | Eleven     |
| "Love Dive" | 2022    | 1                             | 1                             | —                             | 92                            | 8                             | 6                             | 11                            | 2                             | 8                             | 15                            | - : 2,800 - : 2,959 (dig.) | - : Platina (st.)                 | Love Dive  |
| "After Like" | 2022    | 1                             | 1                             | 79                            | 96                            | 13                            | 11                            | 4                             | 2                             | 3                             | 20                            | - : 3,000 - : 6,219 (dig.) | - : Platina} (st.)                | After Like |
| "Kitsch" | 2023    | 1                             | 2                             | —                             | —                             | 37                            | 26                            | 23                            | 7                             | 11                            | 59                            | - JPN: 1,861 (dig.)        | N/A                               | I've Ive   |
| "I Am" | 2023    | 1                             | 1                             | —                             | 93                            | 10                            | 10                            | 11                            | 3                             | 6                             | 21                            | - : 3,888 (dig.)           | N/A                               | I've Ive   |
| Japonês |         |                               |                               |                               |                               |                               |                               |                               |                               |                               |                               |                            |                                   |            |
| "Wave" | 2023    | —                             | —                             | —                             | —                             | 62                            | —                             | —                             | —                             | —                             | —                             |                            | N/A                               | Wave       |
| "—" denota uma gravação que não entrou nas paradas ou não foi lançada naquele território. N/A denota dados que não estão disponíveis. |         |                               |                               |                               |                               |                               |                               |                               |                               |                               |                               |                            |                                   |            |

### Singlespromocionais
| Título   | Ano  | Melhores posições nas paradas | Álbum                     |
| Título   | Ano  | COR                           | Álbum                     |
| -------- | ---- | ----------------------------- | ------------------------- |
| "I Want" | 2023 | 81                            | Adicionado à nenhum álbum |

## Outras canções nas paradas
| Título | Ano  | Melhores posições nas paradas | Melhores posições nas paradas | Melhores posições nas paradas | Vendas              | Álbum      |
| Título | Ano  | COR                           | JAP Dig.                      | EUA World                     | Vendas              | Álbum      |
| --- | ---- | ----------------------------- | ----------------------------- | ----------------------------- | ------------------- | ---------- |
| "Take It" | 2021 | —                             | —                             | —                             | N/A                 | Eleven     |
| "Royal" | 2022 | 171                           | 46                            | —                             | N/A                 | Love Dive  |
| "My Satisfaction" | 2022 | 104                           | 39                            | 8                             | - JPN: 1,671 (dig.) | After Like |
| "Blue Blood" | 2023 | 61                            | —                             | —                             | N/A                 | I've Ive   |
| "Lips" | 2023 | 93                            | —                             | —                             | N/A                 | I've Ive   |
| "Heroine" | 2023 | 125                           | —                             | —                             | N/A                 | I've Ive   |
| "Mine" | 2023 | 122                           | —                             | —                             | N/A                 | I've Ive   |
| "Hypnosis" (섬찢) | 2023 | 127                           | —                             | —                             | N/A                 | I've Ive   |
| "Not Your Girl" | 2023 | 110                           | —                             | —                             | N/A                 | I've Ive   |
| "Next Page" (궁금해) | 2023 | 152                           | —                             | —                             | N/A                 | I've Ive   |
| "Cherish" | 2023 | 154                           | —                             | —                             | N/A                 | I've Ive   |
| "Shine with Me" | 2023 | 153                           | —                             | —                             | N/A                 | I've Ive   |
| "—" denota uma gravação que não entrou nas paradas ou não foi lançada naquele território. N/A denota dados que não estão disponíveis. |      |                               |                               |                               |                     |            |